# Tommy Quickly
Tommy Quickly (* 7. Juli 1943 in Liverpool als Thomas Quigley) ist ein britischer Sänger der frühen 1960er-Jahre. Sein Manager war Brian Epstein, bei dem auch die Beatles unter Vertrag standen.

## Werk
Brian Epstein entdeckte Tommy Quickly, als dieser noch in Liverpool Sänger der Band The Challengers war. Epstein sah zwar in Quickly Potential, nicht jedoch in seiner Band und schlug daher zunächst vor, die Gruppe in Tommy Quickly and the Stops umzubenennen. Letztendlich ließ Epstein seinen Schützling von der Band The Remo Four begleiten. Auch drängte er Quickly dazu, Popsongs zu interpretieren, obwohl dessen Stimme eher für Rhythm and Blues geeignet war. Die erste Single, die im August 1963 unter dem Namen Tommy Quickly erschien, hieß Tip of My Tongue – eine bis dahin unveröffentlichte Lennon/McCartney-Komposition. Im Anschluss ging Quickly auf eine ausgedehnte Promotiontour. Die Single entpuppte sich jedoch als Flop, und Tip of My Tongue blieb die einzige Lennon/McCartney-Komposition, die sich nicht in den britischen Charts platzieren konnte. Es folgten drei weitere erfolglose Singles. Erst die fünfte Single Wild side of Life platzierte sich im Oktober 1964 auf Platz 33 der britischen Single-Charts. Eine sechste Single blieb erfolglos. Quickly – der vom Showgeschäft überfordert schien – zog sich daraufhin 1965 vollständig aus dem Musikgeschäft zurück.

## Singles
Chartplatzierungen

| Jahr | Titel Album       | Höchstplatzierung, Gesamtwochen, AuszeichnungChartsChartplatzierungen (Jahr, Titel, Album, Platzierungen, Wochen, Auszeichnungen, Anmerkungen) | Anmerkungen |
| Jahr | Titel Album       | UK | Anmerkungen |
| ---- | ----------------- | --- | ----------- |
| 1964 | Wild Side Of Life | UK33 (8 Wo.)UK |             |

weitere Veröffentlichungen
- 1963: Tip of My Tongue
- 1963: Kiss me now
- 1964: Prove it
- 1964: You might as well forget Him
- 1964: Wild side of Life
- 1964: Humpty Dumpty